# تليف تحت المخاطية الفموية
تليف تحت المخاطية الفموية هو حالة مزمنة معقدة وتعتبر حالة محتملة السرطنة للفم بشكل بالغ، فتقريبا 20% منها تتحول إلى حالات سرطانية.
تتسم هذه الحالة بتفاعل التهابي مجاور للطبقة الطلائية (الخلايا الظهارية), وتليف في الطبقة تحت المخاطية (الصفيحة المخاطية المخصوصة والطبقات العميقة من النسيج الضام). عند تفاقم الحالة يصبح الفك صلب بحيث يفقد المصاب القدرة على فتح الفم. هذه الحالة متصلة بالسرطانات الفموية وهي مصاحبة لمضغ نبات القات. مضغ نبات القات هي عادة مشابهة لمضغ التبغ وهي منتشرة بشكل رئيسي في جنوب شرق أسيا والهند، ويعود أصلها إلى آلاف السنين.

## تاريخ المرض
في عام 1952, قام (J. Schwartz) بصياغة المصطلح (atrophica idiopathica mucousa oris) ليصف مرض تليفي اكتشفه في خمس نساء هنديات من كينيا. وبالتالي قام (S.G Joshi) في عام 1953 بصياغة مصطلح (OSF submucous fibrosis) أو تليف تحت المخاطية الفموية.

## التصنيف
تليف تحت المخاطية الفموية يقسم سريريا إلى ثلاثة مراحل:
- المرحلة الأولى: التهاب الفم.
- المرحلة الثانية: التليف:
  - أ- آفة مبكرة، وابيضاض في المخاطيَة الفموية.
  - ب- آفة لاحقة، شريط تليفي عامودي ودائري مجسوس داخل وحول الفم أوالشفتين، مما ينتج شكل مرمري (رخامي) منقع في المخاطية الشِدَقيْة.
- المراحلة الثالثة: وهو ما ينتج عن تليف المخاطية:
  - أ- صداف.
  - ب- خلل في النطق والسمع.

قام العالمان (Khanna and Andrade) في 1995 بعمل بتصنيف العلاج الجراحي للضزز في مجموعات منظمة:
- المجموعة الأولى: أبكر مرحلة من المرض بدون تقييد للفتحة الفموية حيث تبقى المسافة بين القواطع الامامية أكبر من 35مم.
- المجموعة الثانية: المسافة بين القواطع الامامية 26-35 مم.
- المجموعة الثالثة: مرحلة متوسطة متقدمة حيث ان المسافة بين القواطع الامامية 15-26مم. الشريط التليفي يكون ظاهر على الحنك الرخو، الرفاء الجناحي الفكي والاعمدة الامامية للحلق.
- المجموعة الرابعة:
  - أ- يكون الضزز حاد جدا، والمسافة بين القواطع الامامية اقل من 15مم، ويشمل التليف جميع المخاطية الفموية.
  - ب- أكثر مرحلة متقدمة من المرض، مع تغييرات محتملة الخباثة وخبيثة تشمل جميع المخاطية الفموية.

## الأمراض
التعرض المزمن للقات، الفلفل الحار، الفلفل، والنقص المطول للحديد والزنك يؤدي إلى تغيرات في المخاطية الفموية، وفرط التحسس لهذه المهيجات."
فرط الحساسية في العادة يؤدي إلى حالة تفاعلية التهابية مجاورة للطبقة الطلائية، وزيادة نشاط الارومة الليفية يؤدي إلى تكون أليفة الكولاجين في الصفيحة المخاطية المخصوصة.
أليفة الكولاجين هذه فغير قابلة للتحلل والنشاط البلعمي يكون متقلص."

## الأعراض
في المراحل الأولية من المرض تكون المخاطية جلدية الملمس وهناك أشرطة تليفية مجسوسة. في المراحلة المتقدمة تخسر المخاطية مرونتها وتصبح مبيضة ومتيبسة. الاعتقاد السائد ان المرض يبدأ في الجزء الخلفي من الفم وينتشر للخارج بالتدرج.
ملامح أخرى للمرض تشمل:
- جفاف الفم.
- تقرحات ناكسة.
- وجع في الاذن أو صمم.
- تنغيم أنفي للصوت.
- تقييد لحركة الحنك الرخو.
- لهاة منكمشة متبرعمة الشكل.
- ترقيق وتيبس الشفتين.
- تصبغ المخاطية الفموية.
- جفاف وحرقان الفم.
- تصغير الفتحة الفموية وبروز اللسان.

## الأسباب
ان المنتجات المجففة مثل مضغة التنبول و Gutkha فيها تراكيز مكثفة من areca nut التي تسبب المرض. ومن الاسباب الأخرى:
- الأمراض المناعية.
- التغييرات المناخية القصوى.
- النقص المزمن في الحديد والفيتامينات.

## المصابون الأكثر شيوعا
نسبة حدوث المرض تكون أعلى في مناطق معينة من العالم مثل، جنوب شرق اسيا وجنوب أفريقيا والشرق الاوسط.

## العلاج
يعتبر فحص الخزعة اجباريا قبل البدء في العلاج.
العلاج يتضمن:
- الامتناع عن مضغ ال areca nut والتبغ.
- تقليل استهلاك الاطعمة الغنية بالبهارات الحارة خصوصا الفلفل الحار.
- الحفاظ على صحة ونظافة الفم.
- زيادة محتوى المكملات الغذائية من فيتامين (أ) ومجموعة (ب) و (ث) وعنصر الحديد في الحمية الغذائية.
- التخلي عن المشروبات الساخنة مثل الشاي والقهوة.
- التخلي عن الكحول.
- الاستعانة بطبيب الاسنان لتخفيف الاجزاء الحادة من الاسنان وقلع ضروس العقل.

يتضمن العلاج أيضا:
- حبيبات دواء الهيدروكورتيزن (افكورلن) القابلة للمضغ وتعطى على شكل وصفة طبية، حبيبة واحدة يتم مضغها كل 3-4 ساعات على مدى 3-4 أسابيع.
- 0,5مل حقنة داخل الآفة تتكون من 1500 وحدة عالمية انزيم الهيالورونيداز ممزموجة مع 1 مل من لغنوكايين في كل مخاطية شدقية مرة في الاسبوع لمدة 4 أسابيع أو كما تتطلب الحالة.
- 0,5مل حقنة داخل الآفة تتكون من 1500 وحدة عالمية انزيم الهيالورونيداز وحقنة 25مغ/مل منأسيتات الهيدروكورتيزون في كل مخاطية شدقة مرة في الاسبوع لمدة 4 اسابيع أو كما تتطلب الحالة.[9]
- حقنة تحت مخاطية 100 مغ من الهيدروكورتيزن مرة أو مرتين في اليوم اعتمادا على مدى تقدم الحالة لمدة 3 أو 4 اسابيع.
- حقنة تحت مخاطية من موجهة الغدد التناسلية المشيمائية (بلاسينتراكس) 2-3 مل 2-3 مرات في الاسبوغ لمدة 3-4 اسابيع.
- ينصح بالعلاج الجراحي في الحالات المتقدمة من المرض عندما تكون المسافة بين القواطع الامامية اقل من 2 سم (0,79 انش). عدة شقوق مطلقة عميقة في المخاطية وتحت المخاطية والأنسجة المتليفة، وخياطة الثغرة أو التفزر من خلال رقع مخاطية مأخوذة من اللسان أو من رأب Z. هذه العملية تتضمن عدة شقوق عميقة على شكل حرف Z في الانسجة المتليفة ومن ثم خياطتها بشكل مستقيم.
- بنتوكسيفيلين (ترينتال) هو مشتق من ميثيل زانتين، له خاصية توسيع الأوعية وزيادة وعائية المخاطية، ينصح به كدواء مساعد في العلاج الروتيني لتليف تحت المخاطية الفموية.[10]
- IFN غاما هو سيتوكين مضاد للتليف ويساعد على تغيير إنتاج الكولاجين والمساعدة في علاج التليف.[11]
- 0,5 اقراص كولشيسين مرتين في اليوم.[12]
- ليكوبين 16 مغ في اليوم يساعد على تحسين الحالة.[13]

إن علاج تليف تحت المخاطية الفموية يعتمد بشكل اساسي على مدى تقدم الحالة، حيث ان علاج المرض عند تشخيصه في مرحلة مبكرة يكون بالامتناع عن عادة المضغ وهذا وحده كفيل بجعل المرض يختفي تماما. اما الحالات المتوسطة والمتقدمة تعتير غير قابلة للعلاج حيث أن العلاج الطبي يصحبة أعراض ويركز بشكل أساسي على تحسين مدى حركة الفم لدى المريض.

## الخلايا الجذعية لعلاج تليف تحت المخاطية الفموية
أثبت العلماء مؤخرا ان الحقنة داخل الآفة التي تتكون من خلايا جذعية ذاتية المنشأ من نخاع العظم هي طريقة آمنة وفعالة في علاج تليف تحت المخاطية الفموية. حيث تم الكشف عن خاصية تولد الأوعية عند حقن المنطقة بخلايا نخاع العظم الجذعية ذاتية المنشأ والذي بدوره يساعد على تقليل انتشار المرض داخل الفم وتحسين مدى الفتحة الفموية.

## اقرأ أيضا
- مرض جلدي

## وصلات خارجية
- Stem Cell Therapy for Oral Submucosal Fibrosis in India
- Oral submucous fibrosis info
- Maxillofacialcenter.com
- Waent.org
- Wrongdiagnosis.com